# Anna Kuźmitowicz
Anna Kuźmitowicz – polska projektantka mody oraz nauczycielka akademicka 

## Życie i twórczość
W latach 1996–2001 studiowała w Akademii Sztuk Pięknych im. Władysława Strzemińskiego w Łodzi na Wydziale Tkaniny i Ubioru w Pracowni Projektowania Ubioru Dzianego, które ukończyła dyplomem z wyróżnieniem. W 2015 natomiast uzyskała stopień doktora sztuki w dziedzinie sztuk plastycznych, w dyscyplinie artystycznej - sztuki projektowe. Zajmuje się również sztuką włókna. 
Prowadzi współpracę z przemysłem odzieżowym jako projektantka ubioru. Jej kolekcje prezentowane były na wielu targach krajowych i zagranicznych m.in.: Prêt-à-Porter w Paryżu, Pure London w Londynie, Moda UK w Birmingham, Collection Première Moscow (CPM) w Moskwie, na Międzynarodowych Targach Poznańskich czy łódzkich Prezentacjach. W 2008 otrzymała Złoty Medal na Międzynarodowych Targach Poznańskich, w 2015 zajęła I miejsce w konkursie dla młodych projektantów organizowanym przez Ptak Expo, a w 2016 otrzymała Nagrodę Prezesa Rady Ministrów za rozprawę doktorską zatytułowaną "Struktura dzianiny jako element determinujący formę ubioru i fakturę powierzchni w kontekście autorskiej kolekcji ubiorów dzianych".